# 田村恒一
田村 恒一（たむら つねかず、1944年 - ）は、日本の地方公務員 (技術公務員)。大阪府土木部長、堺市副市長を歴任。瑞宝中綬章受章者。

## 人物・経歴
東京大学工学部都市工学科卒。1967年 (昭和42年)4月大阪府庁採用、1992年 (平成4年) 4月 鳳土木事務所長、1995年4月 土木部都市整備局総合計画課長、1998年４月 副理事、1999年5月 土木部技監、2001年4月 土木部長、2003年3月 大阪府退職、阪神高速道路公団理事、同2005年 10月常務取締役、2007年7月 大阪府土地開発公社理事長、2008年６月 関西高速鉄道常勤監査役。
2009年12月から堺市副市長に就任。泉北ニュータウン再生府市等連携協議会会長を務めた。
2018年、平成30年秋の叙勲で瑞宝中綬章を受章。
退任後は、堺都市政策研究所理事長、大阪湾コンソーシアムアドバイザリー委員、一般財団法人堺の力相談役等を務めた。